# Yigoga disturbans
Yigoga disturbans är en fjärilsart som beskrevs av Rudolf Püngeler 1903. Yigoga disturbans ingår i släktet Yigoga och familjen nattflyn. Inga underarter finns listade i Catalogue of Life.